# 三星Omnia 7
Samsung Omnia 7是南韓三星電子於2010年11月所推出的Windows Phone智能手機。